# Red Bull X-Fighters
レッドブル・エックスファイターズ（Red Bull X-Fighters）はレッドブルが主催するフリースタイルモトクロス(FMX)の大会。FMXの世界では、エックスゲームズと並ぶ重要な大会である。

## 概要
2001年にスペイン・バレンシアで第1回大会を開催。2003年にはマドリード、その後ロンドン、ローマ、リオデジャネイロ、ドイツ、ドバイ、メキシコシティ、ワルシャワ、ポズナンなどなど世界中を転戦する。2013年は全6戦で年間チャンピオンを決定する。
会場は主にスペイン・メキシコでは闘牛場、イタリアやポーランドではスタディオ・オリンピコやワルシャワ国立競技場、ポズナン市立競技場といったスタジアムで開催される他、エジプトのギザの大スフィンクス、ドバイのブルジュ・ハリーファ、モスクワの赤の広場といったその国を代表する名所に特設会場を設けて開催される場合もある。2013年と2014年にはアジアで初めて開催された大阪大会では、大阪城公園西の丸庭園で開催された。またフジテレビで放送された。
2013年の大阪大会で、東野貴行が日本人として初優勝した。しかし2016年以降はマドリード大会のみとなり、2018年は開催されない。

## レースフォーマット
2013年現在のレースフォーマットを記述する。
- 本戦には12人のライダーが出場可能。前年の年間ランキング6位以内のライダーはシード選手として、本戦からの出場となる。本戦の前に本戦出場のための予選が行なわれ、成績上位者4人が選ばれる。
- 本戦進出者12人で予選を行い、予選順位を決定する。予選上位者7人はそのまま準々決勝から出場決定。予選8位以下の選手5人は1回戦の試技（持ち時間60秒、バックフリップなどの回転系トリックは禁止される）を行い、得点上位者1人のみがワイルドカードとして準々決勝へ駒を進めることができる。
- 1回戦終了後、予選順位の上位と下位が対戦するような形（予選1位とワイルドカード、予選2位と予選7位が対戦する、という具合）で組み合わされる。
- 本戦は1対1のトーナメント形式で実施される。持ち時間は準々決勝と決勝が75秒、準決勝が90秒。5人のジャッジが各専門項目で採点を行い、勝者を決定する。

## 歴代優勝者
- 2001年：マイク・ジョーンズ
- 2002年：エドガー・トロンテラス
- 2003年：ケニー・バートラム
- 2004年：トラビス・パストラーナ
- 2007年：トラビス･パストラーナ
- 2008年：マット・レボー
- 2011年：ダニー・トーレス
- 2012年：リーバイ・シャーウッド
- 2013年：トーマス・パジェス
- 2014年：ジョシュ・シーハン
- 2015年：クリントン・ムーア
- 2016年：東野貴行
- 2017年：クリントン・ムーア